# Debietmeter

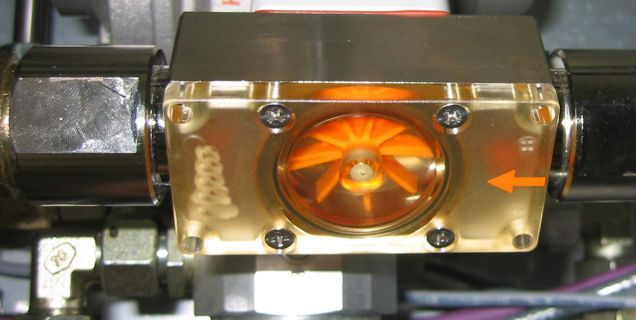
Schoepenmeter

Een debietmeter is een meetinstrument waarmee in gesloten geheel gevulde leidingen de doorstroming (als massa of volume) van een gas of vloeistof per tijdseenheid (het debiet) gemeten kan worden.
Debietmeting vond reeds plaats in de Romeinse tijd voor het bepalen van het waterverbruik. De chemische industrie, te beginnen met de gasfabrieken, heeft sinds het begin van de 19e eeuw een belangrijke impuls gegeven aan de verdere ontwikkeling.

## Meetprincipes
Voor de meting van een debiet zijn meerdere meetprincipes in gebruik, waaronder:
- Delta-P, verschildrukmeting over een restrictie, bijvoorbeeld een meetflens
- snelheidsmeting (onder andere pitotbuis, anemometer)
- Vadometer, (variabele doorsnede - of rotameter), een kogeltje wordt in een verticale conische buis door het doorstromende medium omhooggedrukt totdat het gewicht van het kogeltje in evenwicht is met de kracht van het er langs stromende medium. Veel gebruikt in laboratoria en ziekenhuizen.
- verdringingsmeter, omgekeerde pomp, bijvoorbeeld huishoudgasmeter
- schoepenmeter of turbinemeter, onder andere de watermeter in woningen
- ultrasoon, meet de geluidssnelheid met de stroom mee en tegen de stroom in, het verschil is een maat voor de stroomsnelheid en afgeleid daarvan het debiet (Q = v·A, zie ook dopplereffect).
- elektromagnetische debietmeter, meet de opgewekte spanning loodrecht op een geïnduceerd magnetisch veld
- vortexdebietmeter meet de doorstroming aan de hand van de frequentie van de wervelingen die achter een speciaal gevormde obstructie ontstaan.
- coriolis-massadebietmeter
- thermisch, meet de opwarming die door een verwarmingselement veroorzaakt wordt (is verwant met het begrip windchill).

Hoewel er meer meetprincipes zijn waarmee direct een massadebiet gemeten kan worden, is de coriolismeting het enige meetprincipe dat praktisch in significante aantallen wordt toegepast. Thermische meting meet indirect massadebiet via de warmtecapaciteit van het doorstromende medium.
Alle andere meters meten volumedebiet aan de hand van een afgeleide grootheid zoals stroomsnelheid. De gemiddelde stroomsnelheid maal de dwarsdoorsnede van het kanaal levert dan weer een volumedebiet op. Bij metingen die de snelheid op een enkel punt meten, zoals de Pitotbuis, geeft dit afwijkingen als het snelheidsprofiel in de pijp niet homogeen is (langs de wand van de pijp is de snelheid minder dan in het midden) of als de pijp niet geheel gevuld is. Metingen op meerdere punten, of door de gehele doorsnede (zoals ultrasoon) kunnen dan verbetering brengen.
Voor gasmeting is het gebruikelijk het debiet uit te drukken in normaalvolume per tijdseenheid: het debiet als equivalente volumestroom bij atmosferische druk en temperatuur (bijvoorbeeld 1013 mbar en 15 °C). Bij vloeistofmeting wordt, afhankelijk van de gewenste nauwkeurigheid en de uitzettingscoëfficiënt van het medium, ook rekening gehouden met de thermische uitzetting. Een voorbeeld hiervan is de meting van afgeleverde hoeveelheid lpg. Vreemd genoeg vindt deze correctie niet plaats voor huishoudelijk aardgas, zodat de klant bij lage afleverdruk minder waar (=verbrandingswarmte) voor zijn geld krijgt. Wel wordt de afleverdruk vlak voor de meting nog gereduceerd door een gasdrukregelaar, zodat in de praktijk de afwijkingen acceptabel zijn.

## Belang
Meters spelen een grote rol in handel en industrie, vrijwel alle eigendomsoverdrachten van gassen en vloeistoffen worden door middel van door het ijkwezen geijkte meters gemeten en vastgelegd. Voorbeeld hiervan zijn de gas- en watermeter thuis en het meetmechanisme in een benzinepomp.
Daarnaast is het belangrijk om in de procesindustrie nauwkeurig kunnen meten van hoeveelheden en debieten om de productkwaliteit zo groot en de afvalstroom zo klein mogelijk te kunnen houden.